# TEC-9
Intratec TEC-DC9 (TEC-9) je poluautomatsko oružje kalibra 9x19mm Parabellum te je prema američkoj agenciji ATF-a u SAD-u klasificirano kao pištolj.
Dizajnirala ga je tvrtka Intratec, američki ogranak švedske tvrtke Interdynamic AB.
TEC-9 izrađen je od jeftinog polimera te od čeličnih dijelova. Oružje može koristiti čak pet različitih okvira od 10, 20, 32, 36 i 50 metaka. Zanimljivo je da se tri modela nazivaju TEC-9 iako se samo jedan model prodaje pod tim imenom.

## Povijest
TEC-9 nije prihvaćen od strane bilo kojih oružanih snaga. Bio je namijenjen za Južnoafričku apartheidsku vladu, ali su ga oni odbili. Civilni model TEC-9 ubrzo je postao omiljeno oružje kriminalaca zbog zastrašujućeg izgleda, niske cijene i relativne lakoće kojom se izvorni TEC-9 mogao pretvoriti u ilegalne strojnice. Zbog takvog negativnog "imidža" koji je pratio to oružje, TEC-9 je kao i varijanta TEC-DC9 uvršten na listu 19 vatrenih oružja koja su zabranjena u SAD-u 1994. na temelju AWB-a (Federalna zabrana automatskog oružja). Ova zabrana izazvala je prestanak njihove proizvodnje te prisilila tvrtku Intatec u proizvodnju novog modela imena AB-10.
Nakon što je model TEC-9 zabranjen na temelju AWB-a, tvrtka Intratec na tržište uvodi AB-10, mini verziju TEC-9 s ograničenim okvirom od 10 metaka, umjesto 20 ili 32. Ipak, AB-10 mogao je koristiti okvire s većim kapacitetom od prije zabranjenog modela TEC-9.
TEC-9 izdanak je dizajna švedske kompanije Interdynamic AB iz Stockholma. Zamišljen je kao jeftino poluautomatsko oružje na temelju automata Carl Gustav M/45 za vojne potrebe. Međutim, Interdynamic nije pronašao kupca u vidu Vlade neke zemlje koja bi kupila to oružje. Tako je TEC-9 umjesto u ruke vojske dospio u ruke kriminalaca.

## Kontroverze
Oružje je bilo predmet kontroverze zbog korištenja u pokolju u jednoj poslovnoj zgradi 1993. godine (poznatiji kao 101 California Street shootings), a kasnije i u pokolju u srednjoj školi Columbine. Zbog pokolja u kalifornijskoj poslovnoj zgradi u San Franciscu (Pucnjava u Ulici 101 California) tvrtka Intratec je prekinula s proizvodnjom i poslovanjem modela AB-10.
2001. Vrhovni sud u Kaliforniji donio je odluku kojom tvrtka Intratec nije odgovorna za napad.

## Vanjske poveznice
- Manual TEC-9 TEC-9 Mini TEC-9 Stainless  Arhivirana inačica izvorne stranice od 30. travnja 2006. (Wayback Machine)